# Fighting and Entertainment Group
Fighting and Entertainment Group (FEG) fue una empresa promotora de eventos de artes marciales presidida por Sadaharu Tanikawa. FEG era la empresa matriz de la organización de eventos de artes marciales mixtas DREAM y hasta el 28 de julio de 2011 también había sido la empresa matriz de la mayor promoción de kickboxing en el mundo, el K-1.

## Historia

### Los inicios
En un tiempo fue uno de los principales promotores de deportes de combate en Japón y en todo el mundo. FEG dirigía a organizaciones y marcas tales como K-1 (incluyendo K-1 World GP, K-1 MAX, K-1 Koshien), HERO'S, DREAM, Dynamite! y WRESTLE-1.

### Historia reciente
El 31 de diciembre de 2010, tras el evento "Dynamite!! 2010" organizado por DREAM, Tanikawa anunció un cese de tres meses en las organizaciones de la FEG alegando que en 2011 regresarán para comenzar la celebración de eventos en primavera y mientras tanto, durante el cese de tres meses, tratarían de reestructurar la empresa pero en enero de 2011 Tanikawa dice a una publicación japonesa que de seguir su actual curso el FEG quebrará dando lugar a especulaciones acerca del futuro del FEG. Poco después Mike Kogan, el encargado de las relaciones del FEG en los Estados Unidos, agregó que si no llegan pronto a un acuerdo con los inversores la empresa quebraría de forma inmediata. Posteriormente las deudas del FEG fueron valoradas por el tribunal de Tokio en alrededor de 30 millones de dólares.
El 28 de julio de 2011 el FEG vende a la empresa de bienes raíces japonesa Barbizon Co. Ltd. los derechos de K-1 junto con la mayoría de sus marcas entre las que se exceptúan "K-1 Koshien", "K-1 MAX" y DREAM.
Finalmente el 16 de mayo de 2012 Tanikawa declara oficialmente la bancarrota de la empresa cesando de todas sus actividades.

## Marcas
FEG llegó a organizar y dirigir las siguientes marcas:
- K-1: promoción dedicada al kickboxing con el K-1 World GP como evento más importante.

- K-1 Koshien: es un torneo nacional japonés para nuevas promesas del K-1 donde los participantes son los estudiantes de secundaria del país dedicados al kickboxing u otras artes marciales que otorgan la preparación necesaria para competir en K-1.

- K-1 MAX: incluye las divisiones de K-1 de 70 kg y 63 kg de peso entre los que se pueden encontrar campeones como Buakaw Por. Pramuk, Andy Souwer o Masato.

- Dynamite!!: evento de artes marciales mixtas y kickboxing.

- DREAM: promoción dedicada a las artes marciales mixtas.

- HERO'S: promoción dedicada a las artes marciales mixtas.

- Yarennoka!: evento de artes marciales mixtas.

- WRESTLE-1: promoción dedicada a la lucha libre profesional.